# Хизриев, Тимур Шамилович
Тимур Шамилович Хизриев (род. 19 ноября 1995, Махачкала, Россия) — российский профессиональный непобеждённый боец смешанных единоборств, представитель полулёгкой весовой категории. Выступает на профессиональном уровне с 2014 года, известен по участию в турнирах престижной бойцовской организации ACA. 

## Спортивные достижения
- Победитель Grand-Prix Berkut (2019) —
- Победитель турнира PFL (2024) —

## Статистика ММА
| Боёв 18         | Побед 18 | Поражений 0 |
| --------------- | -------- | ----------- |
| Нокаутом        | 3        | 0           |
| Сдачей          | 1        | 0           |
| Решением        | 14       | 0           |
| Ничьи           | 0        | 0           |
| Не состоявшихся | 0        | 0           |

| Результат | Рекорд | Соперник            | Способ                                                 | Турнир                                                        | Дата             | Раунд | Время | Место                                     | Примечание                                     |
| --------- | ------ | ------------------- | ------------------------------------------------------ | ------------------------------------------------------------- | ---------------- | ----- | ----- | ----------------------------------------- | ---------------------------------------------- |
| Победа    | 18-0   | Брендан Лохнейн     | Решением (единогласным)                                | PFL 10 (сезон 2024)                                           | 29 ноября 2024   | 5     | 5:00  | Эр-Рияд, Саудовская Аравия                | Завоевал титул чемпиона PFL в полулёгком весе. |
| Победа    | 17-0   | Габриэль Брага      | Решением (раздельным)                                  | PFL 9 (сезон 2024)                                            | 23 августа 2024  | 3     | 5:00  | Вашингтон, США                            | Полуфинал PFL в полулёгком весе.               |
| Победа    | 16-0   | Энрике Барсола      | Решением (единогласным)                                | PFL 6 (сезон 2024)                                            | 28 июня 2024     | 3     | 5:00  | Су-Фолс, Южная Дакота, США                |                                                |
| Победа    | 15-0   | Бретт Джонс         | Решением (единогласным)                                | PFL 3 (сезон 2024)                                            | 19 апреля 2024   | 3     | 5:00  | Чикаго, Иллинойс, США                     |                                                |
| Победа    | 14-0   | Джастин Гонсалес    | Решением (единогласным)                                | Bellator 301                                                  | 17 ноября 2023   | 3     | 5:00  | Чикаго, Иллинойс, США                     |                                                |
| Победа    | 13-0   | Ричи Смаллен        | Решением (единогласным)                                | Bellator 297                                                  | 16 июня 2023     | 3     | 5:00  | Чикаго, Иллинойс, США                     |                                                |
| Победа    | 12-0   | Дэниэл Вайхель      | Решением (единогласным)                                | Bellator 288                                                  | 18 ноября 2022   | 3     | 5:00  | Чикаго, Иллинойс, США                     |                                                |
| Победа    | 11-0   | Руслан Рыскул       | Техническим сабмишном (удушение гильотиной)            | AMC Fight Nights & Eagle FC: памяти Абдулманапа Нурмагомедова | 17 сентября 2021 | 1     | 3:06  | Москва, Россия                            |                                                |
| Победа    | 10-0   | Александр Белых     | Решением (единогласным)                                | AMC Fight Nights 99                                           | 25 декабря 2020  | 3     | 5:00  | Москва, Россия                            |                                                |
| Победа    | 9-0    | Баиш Бабакулов      | Техническим нокаутом (удары)                           | GFC 27 Gorilla Fighting 27                                    | 22 августа 2020  | 1     | 2:55  | Альметьевск, Татарстан, Россия            |                                                |
| Победа    | 8-0    | Биберт Туменов      | Единогласным решением                                  | BYE 8 Grand-Prix Berkut Finals                                | 23 марта 2019    | 5     | 5:00  | Грозный, Чеченская Республика, Россия     | Финал гран-при Berkut.                         |
| Победа    | 7-0    | Юсуп-Хаджи Зубариев | Решением (единогласным)                                | BYE 7 2018 Berkut Young Eagles Grand Prix Semifinals          | 22 декабря 2018  | 3     | 5:00  | Толстой-Юрт, Чеченская Республика, Россия | Полуфинал гран-при Berkut Young Eagles.        |
| Победа    | 6-0    | Муса Висенгериев    | Решением (единогласным)                                | BYE 5 2018 Berkut Young Eagles Grand Prix: Quarterfinals 1    | 13 октября 2018  | 3     | 5:00  | Толстой-Юрт, Чеченская Республика, Россия | Четвертьфинал гран-при Berkut Young Eagles.    |
| Победа    | 5-0    | Максим Пугачев      | Решением (единогласным)                                | BYE 2 2018 Berkut Young Eagles Grand Prix: Opening Round      | 15 апреля 2018   | 3     | 5:00  | Толстой-Юрт, Чеченская Республика, Россия |                                                |
| Победа    | 4-0    | Мартирос Григорян   | Техническим нокаутом (удар ногой в голову и добивание) | FNG Fight Nights Global 73                                    | 4 сентября 2017  | 1     | 2:09  | Каспийск, Дагестан, Россия                |                                                |
| Победа    | 3-0    | Болин Ли            | Решением (единогласным)                                | SF - Superstar Fight 5                                        | 23 сентября 2016 | 3     | 5:00  | Пекин, Китай                              |                                                |
| Победа    | 2-0    | Заур Асуков         | Техническим нокаутом (удары)                           | CSDF Combat Self Defense Federation 1                         | 12 сентября 2014 | 1     | 4:56  | Пятигорск, Ставропольский край, Россия    |                                                |
| Победа    | 1-0    | Роман Кишев         | Решением (единогласным)                                | Чемпионат Северо-Кавказского федерального округа              | 30 августа 2014  | 2     | 5:00  | Грозный, Чеченская Республика, Россия     | Дебют в проф. ММА                              |